# Gimo
Gimo – miejscowość (tätort) w Szwecji, w regionie administracyjnym (län) Uppsala, w gminie Östhammar.
Według danych Szwedzkiego Urzędu Statystycznego liczba ludności wyniosła: 2698 (31 grudnia 2015), 2782 (31 grudnia 2018) i 2804 (31 grudnia 2019).